# 파괴자 모랜트

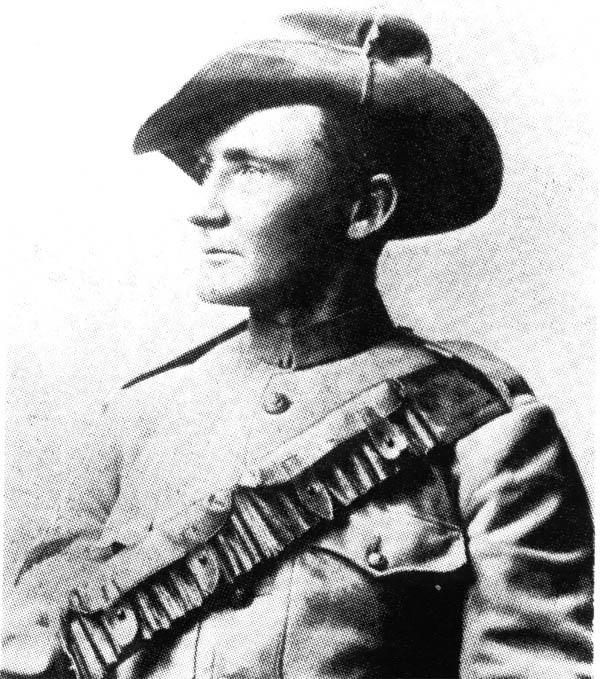

파괴자 모랜트, 브레이커 모랜트(Breaker Morant, 1864년 12월 9일 ~ 1902년 2월 27일, 본명: 에드윈 헨리 모랜트, Edwin Henry Murrant)는 승마인, 군인, 전쟁범죄자이다. 제2차 보어 전쟁 기간 중 6명의 포로와 3명의 붙잡힌 시민을 살해했다.